# Art Card, Editions and Originals
Le Art Card, Editions and Originals (ACEO), sono una forma d'arte relativamente nuova che ha acquisito recentemente popolarità grazie alla rete internet. Si tratta di piccole miniature collezionabili delle dimensioni di 64 x 89 mm (2 ½ x 3 ½ pollici) realizzate con le tecniche più varie (acquerello, colori acrilici, grafite, pastello, collage, inchiostro).
Le ACEO sono nate come variante commerciale delle ATCs (Artist Trading Cards), le quali erano concepite per il semplice scambio tra artisti, e hanno conquistato rapidamente un mercato sulla piattaforma di commercio elettronico di eBay.
I collezionisti le acquistano per un prezzo che varia in genere tra i 5 e i 50 dollari. Qualità dell'opera, pregio della tecnica usata, popolarità dell'autore e altri ancora sono i fattori che ne determinano il valore di mercato.